# Klaus Geiger (Journalist)
Klaus Geiger (* 1976 in Füssen) ist ein deutscher Journalist.

## Leben und Wirken
Nach dem Abitur 1996 studierte Klaus Geiger von 1996 bis 2002 Geschichte, Germanistik und Romanistik in München, Regensburg und Rom.
2002 bis 2003 absolvierte er ein Volontariat bei Agence France-Presse (AFP). Ab 2003 war er AFP-Korrespondent in Leipzig, ab 2004 AFP-Redakteur für Außenpolitik, ab 2006 dann Wirtschaftsredakteur. 
2011 wurde Geiger Wirtschaftsredakteur der Welt, 2016 wechselte er dort in die Außenpolitik und wurde dort 2018 schließlich Ressortleiter. 
Geiger ist verheiratet und hat drei Kinder.